# Hrom(VI) oksid peroksid
Hrom(VI) oksid peroksid (Hrom(VI) peroksid, 5) je nestabilno jedinjenje koje se formira adicijom zakišeljenih rastvora vodonik peroksida u rastvore hromat, kao što je natrijum hromat. Ovaj generalno žuti hromat postaje tamno plav-braon tokom formiranja hrom(VI) peroksida. Metal hromata reaguje sa vodonik peroksidom i kiselinom da bi se formirao hrom peroksid, voda, i metalna so kiseline.
Nakon nekoliko sekundi, CrO5 se razlaže do zelenog hrom(III) jedinjenja. Da bi se izbegla ova dekompozicija, moguće je stabilizovati hrom(VI) oksid peroksid u dietil etru dodatkom sloja etra iznad (bi)hromatnog rastvora i mešanjem fluida tokom adicije vodonik peroksida, tako da se hrom(VI) peroksid (koji je nestabilan u vodenoj fazi) rastvori u etru. Pod tim uslovima on se može očuvati tokom znatno dužeg perioda.
Ovo jedinjenje sadrži jedan okso ligand i dva perokso liganda, tako da ima totalno pet atoma kiseonika po atomu hroma.

## Derivati
5 u obliku stabilizovanih kompleksa etra, i piridina je efektivan oksidans u organskoj hemiji. Struktura piridilnog kompleksa je bila kristalografski određena.

## Galerija
- Vodeni rastvor hrom peroksida
- Veoma razblaženi rastvor hrom peroksida
- Hrom(VI) oksid peroksid stabilisan u etarskoj fazi (iznad) i hrom(III) vodeni rastvor (ispod).

## Spoljašnje veze
- Eksperimentalni detalji